# Zocie
Zocie (deutsch Soczien, 1938–1945 Kechlersdorf) ist ein zur Gemeinde Kalinowo (Kallinowen, 1938 bis 1945 Dreimühlen) zählendes Dorf im nordöstlichen Masuren in der polnischen Woiwodschaft Ermland-Masuren, Powiat Ełcki (Kreis Lyck).

## Geographische Lage
Das Dorf befindet sich zehn Kilometer nordöstlich der Ortschaft Kalinowo an einer bei Zanie (Sanien, 1938 bis 1945 Berndhöfen) östlich abgehenden Stichstraße der von Kalinowo nach Wierzbowo führenden Woiwodschaftsstraße 661. Es liegt unmittelbar an der Grenze zur Woiwodschaft Podlachien.

## Geschichte
Gegründet wurde das Dorf in der Schreibweise Socien 1493. Der Ortsname ist vermutlich prussischer Herkunft.
1656 fielen die mit Polen verbündeten Tataren in Socien ein und sorgten für starke Zerstörung und den Verlust eines großen Teiles der Dorfbevölkerung.
Um 1818 setzt sich die Schreibweise Sotzien durch, zum Ende des 19. Jahrhunderts dann Soczien.
Zum 27. Mai 1874 wurde im Zuge einer preußischen Gemeindereform neu ein Amtsbezirk Wiersbowen im Regierungsbezirk Gumbinnen, ab 1905 Regierungsbezirk Allenstein, gebildet, der die Gemeinden Groß Czymochen, Kiehlen, Millewen, Sanien, Soczien, Thurowen, Wiersbowen und den Gutsbezirk Czymochen umfasste.
Am 1. Dezember 1910 waren in Soczien 158 Einwohner verzeichnet.
Mit Ende des Ersten Weltkrieges 1918 entstand bei Soczien, das sich zuvor unmittelbar an der deutsch-russischen, nun an der deutsch-polnischen Grenze befand, ein Soldatenfriedhof.
Aufgrund der Bestimmungen des Versailler Vertrags stimmte die Bevölkerung im Abstimmungsgebiet Allenstein, zu dem Soczien gehörte, am 11. Juli 1920 über die weitere staatliche Zugehörigkeit zu Ostpreußen (und damit zu Deutschland) oder den Anschluss an Polen ab. In Soczien stimmten 100 Einwohner für den Verbleib bei Ostpreußen, auf Polen entfiel keine Stimme.
1933 waren in Soczien 131 Einwohner verzeichnet.
Soczien wurde am 3. Juni 1938 im Zuge der massiven Eindeutschung masurischer Ortsnamen baltischer oder slawischer Herkunft in „Kechlersdorf“ umbenannt.
Von 1938 bis 1945 war Kechlersdorf Sitz des Amtsvorstehers im Amtsbezirk Waldwerder (ehemals Wiersbowen) namens Karl Reimann.
1939 hatte Kechlersdorf (Soczien) 139 Einwohner.
Nach Ende des Zweiten Weltkrieges 1945 fiel das zum Deutschen Reich (Ostpreußen) gehörende Kechlersdorf an Polen. Die ansässige deutsche Bevölkerung wurde, soweit sie nicht geflüchtet war, nach 1945 größtenteils vertrieben bzw. ausgesiedelt und neben der angestammten masurischen Minderheit durch Neubürger aus anderen Teilen Polens, insbesondere aus dem podlachischen Raczki ersetzt. Der Ort Kechlersdorf wurde gemäß der polnischen Schreibweise des historischen Ortsnamens in „Zocie“ umbenannt.
Von 1975 bis 1998 gehörte Zocie zur damaligen Woiwodschaft Suwałki, kam dann 1999 zur neu gebildeten Woiwodschaft Ermland-Masuren. Es ist heute Sitz eines Schulzenamtes (polnisch Sołectwo) und somit eine Ortschaft im Verbund der Landgemeinde Kalinowo.

## Kirche
Vor 1945 war Soczien resp. Kechlersdorf in die evangelische Kirche Groß Czymochen (1928 bis 1945 Reuß, polnisch Cimochy) in der Kirchenprovinz Ostpreußen der Kirche der Altpreußischen Union sowie in die römisch-katholische Kirche St. Andreas Prawdzisken (1934 bis 1945 Reiffenrode, polnisch Pawdziska) im damaligen Bistum Ermland eingepfarrt.
Heute gehört Socie katholischerseits weiterhin zur Pfarrei Prawdziska  – mit einer Filialkirche in Turowo – im Bistum Ełk der Römisch-katholischen Kirche in Polen. Die evangelischen Einwohner halten sich zur Kirchengemeinde in der Kreisstadt Ełk (Lyck), einer Filialgemeinde der Pfarrei Pisz (Johannisburg) in der Diözese Masuren der Evangelisch-Augsburgischen Kirche in Polen.